# Chiquián (distrito)
Chiquián é um distrito peruano localizado na Província de Bolognesi, departamento Ancash. Sua capital é Chiquián.

## Transporte
O distrito de Chiquián é servido pela seguinte rodovia:
- PE-3N, que liga o distrito de La Oroya (Região de Junín) à Puerto Vado Grande (Fronteira Equador-Peru) no distrito de Ayabaca (Região de Piura)
- AN-112, que liga a cidade de Ticllos ao distrito de Cochas
- PE-3NE, que liga o distrito à cidade de Aquia[2][3][4]